# Młoteczek

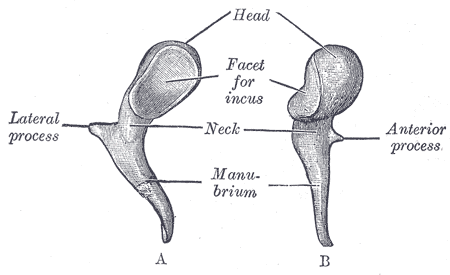
Schemat budowy młoteczka.

Młoteczek (łac. malleus) – jedna z trzech (obok kowadełka i strzemiączka) kosteczek słuchowych u ssaków. Położony jest w jamie bębenkowej. Ewolucyjnie wywodzi się z kości stawowej gadów, która pierwotnie była jedną z kości otaczających pierwszą szparę skrzelową (tryskawkę) u ryb. Młoteczek swoją główką (łac. caput mallei) połączony jest (za pomocą stawu kowadełkowo-młoteczkowego) z kowadełkiem, a rękojeścią (łac. manubrium mallei) łączy się z błoną bębenkową. Górny odcinek rękojeści stanowi przyczep dla mięśnia napinacza błony bębenkowej.
Młoteczek został po raz pierwszy opisany przez Alessandra Achilliniego (podobnie jak kowadełko).